# Lypha
Lypha är ett släkte av tvåvingar. Lypha ingår i familjen parasitflugor.

## Dottertaxa tillLypha, i alfabetisk ordning[1][2]
- Lypha amazonica
- Lypha angolensis
- Lypha brimleyi
- Lypha chaetosa
- Lypha corax
- Lypha dubia
- Lypha edwardsi
- Lypha facula
- Lypha frontalis
- Lypha fumator
- Lypha fumipennis
- Lypha harringtoni
- Lypha harrisi
- Lypha intermedia
- Lypha invasor
- Lypha johnsoni
- Lypha liturata
- Lypha longicornis
- Lypha macquartina
- Lypha maculipennis
- Lypha melobosis
- Lypha nivalis
- Lypha noctifer
- Lypha orbitalis
- Lypha ornata
- Lypha parva
- Lypha ruficauda
- Lypha setifacies
- Lypha setigena
- Lypha slossonae
- Lypha triangulifera
- Lypha truncata
- Lypha urichi
- Lypha vestita